# Tierce propriété dans le football
Pour les articles homonymes, voir TPO.
 (juillet 2015).
Si vous disposez d'ouvrages ou d'articles de référence ou si vous connaissez des sites web de qualité traitant du thème abordé ici, merci de compléter l'article en donnant les références utiles à sa vérifiabilité et en les liant à la section « Notes et références ».
La tierce propriété dans le football, ou TPO (de l'anglais Third-party ownership), désigne le fait pour un club de céder une partie de ses droits économiques sur un joueur à un ou plusieurs fonds privés (agent sportif, entreprise d'investissement ou autre). Cette pratique, née en Amérique du Sud, diffère de la notion de copropriété qui désigne quant à elle le fait pour deux clubs de se partager les droits de transfert du joueur.

## Origines
La TPO a vu le jour en Amérique du Sud, notamment en Argentine et au Brésil. Dans cette région où les clubs ont régulièrement un budget limité et des problèmes de solvabilité, l'arrivée d'investisseurs tiers leur permet d'alléger leurs dépenses et de gagner en compétitivité. En contrepartie d'un pourcentage sur la future vente du joueur, l'investisseur achète une partie des droits économiques du joueur. Il arrive fréquemment qu'il finance également sa formation et son hébergement.

## Critiques
La tierce propriété devint très médiatique en Angleterre en 2006 lorsque Carlos Tevez et Javier Mascherano furent transférés à West Ham United en provenance du club brésilien des Corinthians. Le club anglais fut accusé de violer les articles U6 et U18 proscrivant la détention par une tierce partie des droits d'un joueur et fut condamné en 2007 par la FA à une amende de 5,5 millions de livres .